# Even
|  | Per a altres significats, vegeu «Even (desambiguació)». |

L'even (antigament anomenat lamut, del iacut lomuk "habitant del mar") és una llengua pertanyent al grup manxú-tungús, parlada per poc més de 7.000 persones a la república de Iacútia i a la península de Kamtxatka (Federació Russa). Els evens són majoritàriament ortodoxos.

## Literatura
Even funcionava principalment com a llengua oral per a la comunicació entre pastors de rens, i els llibres de text van començar a circular per aquestes institucions educatives des del 1925 fins al 1995.
Hi ha hagut alguns autors en la llengua dels evens a Rússia, com N. S. Tarabukin (1910-1950) a Iacútia, A. A. Cherkanov (1918) de Kamtxatka, P. Lamutski (1920), D. E. Edukin i D. V Lebadev.